# Peter Kramberger
Peter Kramberger (...) è un ex giocatore di football americano austriaco, che ha giocato come kicker.
Ha giocato per i Vienna Vikings dal 1994 al 2011, cosa che gli ha permesso di entrare nel Guinness dei primati per il maggior numero di titoli nazionali vinti da un giocatore di football americano (10 il 18 luglio 2009).
Dopo la carriera da giocatore è diventato fotografo di football americano.

## Palmarès
- Eurobowl (Vienna Vikings: 2004, 2005, 2006, 2007)
- Austrian Bowl (Vienna Vikings: 1994, 1996, 1999, 2000, 2001, 2002, 2003, 2005, 2007, 2009)